# 에덴의 용
《에덴의 용: 인간 지성의 기원을 찾아서》(The Dragons of Eden: Speculations on the Evolution of Human Intelligence)은 1978년 칼 세이건이 쓴 책으로, 그 해 일반 논픽션 부문으로 퓰리처상을 수상하였다.

## 개요
이 책을 통해 칼 세이건은 대폭발에서 시작된 우주의 진화에서 인류의 등장과 인간 지성의 진화에 이르기까지 150억 년의 시공을 가로지으며 우리가 어떻게 해서 우리 자신과 우주에 대해 이해할 수 있는 능력을 소유하게 되었는지 분석한다. 뇌과학의 연구 성과와 동서양의 여러 신화를 한데 어우르며 뇌라고 하는 미로를 탐구한다.

## 같이 보기
- 삼위일체뇌